# Félix Liouville (1803-1860)
Pour les articles homonymes, voir Liouville.
Félix Liouville, né le 31 octobre 1803 à Toul et mort le 7 avril 1860 à Paris, est un avocat français.

## Biographie
Issu d’une honorable famille de Lorraine, dont le père a été décoré à la bataille d’Austerlitz, frère ainé du mathématicien Joseph Liouville, Félix Liouville s’est préparé à l’exercice de la profession d’avocat par des études poussées : ne se contentant pas du grade de licencié en droit, il s’est fait recevoir docteur. De la même façon, son diplôme obtenu, il ne s’est pas borné à la théorie, mais il a voulu se familiariser avec la pratique des affaires. En quittant, en 1821, l’école de droit, il est entré chez un avoué, où il a passé cinq années. Devenu maitre clerc, il ne s’est fait inscrire au tableau, en 1829, qu’après avoir passé par toutes les initiations qui devaient lui assurer dans sa carrière les grands et légitimes succès qu’il y a obtenus.
Orateur véhément, il s’est tenu toutefois à l’écart de la Cour d’assises, où la puissance de son talent semblait marquer sa place, pour s’attacher aux causes civiles où son habileté de jurisconsulte et sa science des affaires lui ont valu de notables succès. Il lui est arrivé toutefois de plaider au criminel et, toutes les fois qu’il a paru sur ce théâtre des grandes émotions, il a fait preuve d’une véritable éloquence. Il a ainsi défendu, aux assises, un homme accusé d’outrage aux mœurs pour la publication d’un livre, qu’il a analysé avec une plus grande élévation de pensée et un plus grand bonheur d’expression. Une affaire d’accident arrivé sur le chemin de fer de la rive gauche, est l’un de ses plus beaux triomphes oratoires.
Candidat, en 1858, de l’opinion démocratique au Corps législatif, à Paris pour remplacer le général Cavaignac, il a échoué. Au mois d’aout 1856, il a été nommé bâtonnier de l’ordre, en remplacement d’Eugène Bethmont, et il a été réélu, en 1857. Les discours qu’il a prononcés en cette qualité, sur la profession d’avocat, ont été publiés.
A sa mort en 1860 est créé selon son testament le prix Liouville.

## Publications partielles
- De la profession d’avocat…, Paris, Cosse, Marchal et Cie, 1868, 4e éd., 434 p., in-12 (lire en ligne sur Gallica).
- La Plaidoirie : discours prononcé par Me Félix Liouville, le 28 novembre 1857, à l'ouverture des conférences, appendice sur les mémoires et consultations, Paris, Simonet-Delaguette, 1858, 87 p., 1 vol. ; in-4° (lire en ligne sur Gallica).
- Profession d’avocat, lois et règlements depuis Charlemagne : discours prononcé par Me Félix Liouville, le 16 août 1858, à la clôture des conférences, Paris, Simonet-Delaguette, 1859, 212 p., in-4° (lire en ligne sur Gallica).
- Devoirs, honneurs, avantages, jouissances de la profession d’avocat, Paris, 1855, 2e éd., in-12.
- Le Stage, 1858, in-4°.